# Ейткін (округ, Міннесота)
Шаблон:StateAbbr_ 46°37′ пн. ш. 93°25′ зх. д. / 46.61° пн. ш. 93.41° зх. д.
Округ Ейткін (англ. Aitkin County) — округ (графство) у штаті Міннесота, США. Ідентифікатор округу 27001.

## Історія
Округ утворений 1871 року.

## Демографія
За даними перепису
2000 року
загальне населення округу становило 15301 осіб, усе сільське.
Серед мешканців округу чоловіків було 7712, а жінок — 7589. В окрузі було 6644 домогосподарства, 4457 родин, які мешкали в 14168 будинках.
Середній розмір родини становив 2,76.
Віковий розподіл населення поданий у таблиці:
| Стать    | До 15 років | 15-21 | 22-29 | 30-39 | 40-49 | 50-65 | 65-85 | Понад 85 |
| -------- | ----------- | ----- | ----- | ----- | ----- | ----- | ----- | -------- |
| Чоловіки | 1308        | 668   | 417   | 849   | 1127  | 1657  | 1563  | 123      |
| Жінки    | 1221        | 554   | 395   | 819   | 1043  | 1726  | 1560  | 271      |

## Міста округу
- Ейткін (адміністративний центр)
- Гілл-Сіті
- Макграт
- Макгрегор
- Палісад
- Тамарак

## Суміжні округи
- Ітаска — північ
- Сент-Луїс — північний схід
- Карлтон — схід
- Пайн — південний схід
- Канабек — південь
- Мілль-Лак — південний захід
- Кроу-Вінг — захід
- Кесс — північний захід

## Виноски
1. ↑  US Decennial Census. US Census Bureau. Архів оригіналу за 26 квітня 2015. Процитовано 5 жовтня 2014.
2. ↑  Historical Census Browser. University of Virginia Library. Архів оригіналу за 11 серпня 2012. Процитовано 5 жовтня 2014.
3. ↑  Population of Counties by Decennial Census: 1900 to 1990. United States Census Bureau. Архів оригіналу за 4 серпня 2014. Процитовано 5 жовтня 2014.
4. ↑  Census 2000 PHC-T-4. Ranking Tables for Counties: 1990 and 2000 (PDF). US Census Bureau. Архів оригіналу (PDF) за 18 грудня 2014. Процитовано 5 жовтня 2014.
5. ↑  State & County QuickFacts. Бюро перепису населення США. Архів оригіналу за 7 червня 2011. Процитовано 30 серпня 2013.(англ.) Наведено за англійською вікіпедією.
6. ↑  American FactFinder. Бюро перепису населення США. Архів оригіналу за 21 травня 2008. Процитовано 31 січня 2008.

| США | Це незавершена стаття з географії США. Ви можете допомогти проєкту, виправивши або дописавши її. |